# Naturschutzgebiet Fallenstein
Das Naturschutzgebiet Fallenstein mit einer Größe von 5,26 ha liegt südlich von Heringhausen im Gemeindegebiet von Bestwig. Das Gebiet wurde 2008 mit dem Landschaftsplan Bestwig durch den Hochsauerlandkreis als Naturschutzgebiet (NSG) ausgewiesen. Das NSG besteht aus zwei Teilflächen, da es ungefähr in der Mitte von der L 776 zerschnitten wird.

## Gebietsbeschreibung
Beim NSG handelt es sich um ein Waldgebiet auf Diabas mit zahlreich Felsen. Der Wald besteht meist aus Rotbuchen und Rotfichten. In der südlichen Teilfläche befinden sich zahlreiche flache Diabasfelsen.

## Schutzzweck
Das NSG soll das Waldgebiet mit seinem Arteninventar schützen.
Wie bei allen Naturschutzgebieten in Deutschland wurde in der Schutzausweisung darauf hingewiesen, dass das Gebiet „wegen der Seltenheit, besonderen Eigenart und Schönheit des Gebietes“ zum Naturschutzgebiet wurde.